# Goltjitsy
Goltjitsy (ryska: Голчицы) är ett vattendrag i Belarus.   Det ligger i voblasten Vitsebsks voblast, i den norra delen av landet, 190 km norr om huvudstaden Minsk.
I omgivningarna runt Goltjitsy växer i huvudsak blandskog. Runt Goltjitsy är det glesbefolkat, med 17 invånare per kvadratkilometer.